# Walter Jacob (Handschriftenforscher)
Walter Jacob (* 16. Februar 1910; vermisst seit 1. Februar 1942) war ein deutscher Kirchenhistoriker und Handschriftenforscher.
Von 1928 bis 1935 studierte er Klassische Philologie bei Eduard Norden und Kirchengeschichte bei Hans Lietzmann und interessierte sich für Latein und Handschriften. 1932 übernahm er den Auftrag der Kirchenväterkommission der Berliner Akademie unter dem Vorsitz von Lietzmann für die Ausgabe der griechischen Kirchenväter die Historia tripartita des Cassiodor kritisch zu bearbeiten. Er sammelte und sichtete das weitverzweigte Material und legte das Ergebnis 1935 der philosophischen Fakultät vor als Dissertation mit dem Titel Untersuchung der handschriftlichen Überlieferung der sogenannten Historia tripartita nebst einer Wiederherstellung des Textes von Kapitel I, 1 und VIII, 1.
Die Wiener Akademie wollte im Corpus Scriptorum Ecclesiasticorum Latinorum (CSEL) eine lateinische Ausgabe der Historia tripartita herausbringen, bei der die Arbeit Jacobs als Einleitung dienen sollte. Jacobs konnte in den Kriegsjahren noch die Druckfahnen dazu teilweise korrigieren, jedoch wurde er am  1. Februar 1942 verwundet und als vermisst gemeldet. Rudolf Hanslik unternahm schließlich die Drucklegung der Ausgabe, die 1952 als Band LXXI des CSEL unter dem Titel Cassiodori-Epiphanii Historia Ecclesiastica Tripartita herauskam. Die Edition bekam eine kürzere Einleitung und die ausführliche Untersuchung Jacobs wurde als Band 59 in die Reihe Texte und Untersuchungen (TU) aufgenommen. Rudolf Hanslik brachte die Arbeit 1954 im Druck heraus, dabei wurden die beiden Probekapitel gestrichen, die durch die Ausgabe ohnehin obsolet waren.
Jacobs bezieht insgesamt 138 der ungefähr 150 seinerzeit bekannten Handschriften und vier Inkunabeln in seine Untersuchung ein. Von 138 Manuskripten bringt Jacobs eine Beschreibung und geht dem Schicksal einiger verlorener oder verschollener Handschriften nach. Für die Kollation verwendete er eine Auswahl von 40 Handschriften. Er teilt die Handschriften ein in sechs große Textfamilien und unterscheidet dabei innerhalb der Familien noch weitere Gruppen von Textzeugen, wobei Textfamilie I den besten Text liefert. Jacobs rekonstruiert anhand der Zeugnisse einen Text in spätantikem Latein, das zur Zeit der Entstehung der Handschriften nicht mehr richtig verständlich war und daher entsprechend häufig abgeändert wurde. Am Schluss des Werks behandelt er die Druckausgaben.

## Veröffentlichungen
- Cassiodori-Epiphanii Historia ecclesiastica tripartita: Historiae ecclesiasticae ex Socrate sozomeno et Theodorito in unum collectae et nuper de Graeco in Latinum translatae libri numero 12. Rec. Waltarius Jacob. Ed. cur. Rudolphus Hanslik 1952. (= Corpus scriptorum ecclesiasticorum Latinorum Bd. 71).
- Die handschriftliche Überlieferung der sogenannten Historia Tripartita des Epiphanius-Cassiodor Zum Druck besorgt durch Rudolf Hanslik. (= Texte und Untersuchungen zur Geschichte der altchristlichen Literatur Bd. 59), Akademie Verlag, Berlin 1954.